# 我的女友表裡不一
《我的女友表裡不一》是由Aries於2012年4月26日發售的戀愛冒險類型的成人遊戲，後來於PlayStation Portable、Android、
iOS平台發售移植版《我的女友表裡不一 ～Pure Sweet Heart～》，並且改編成小說。

## 故事
上杉隆也在小時候母親病逝後與父親和妹妹朱乃一起生活，直到最近父親找到再婚對象一起同居。沒想到再婚對象的女兒竟是隆也的同學天原みやび，也因此發現她不為人知的另一面。

## 角色

### 主要角色
上杉隆也
本作的男主角，多真川學園的三年級學生。因為父親再婚，和みやび成為義理上的姐弟。
天原みやび（聲優：水霧けいと）
身高：162cm，三圍：B85/W54/H82，生日：12月23日
隆也的義姐兼同學，學生會的會長兼學園祭執行委員長。
都宮なづき（聲優：上田朱音）
身高：155cm，三圍：B88/W54/H82，生日：9月3日
隆也的同學和青梅竹馬。
上杉朱乃（聲優：桃井穂美／儀武ゆう子）
身高：155cm，三圍：B83/W53/H80，生日：2月14日
隆也的妹妹兼學妹，籃球社的社員，對哥哥抱有戀心。
鳴ヶ崎カンナ（聲優：青葉りんご）
身高：160cm，三圍：B90/W55/H83，生日：4月17日
從外國轉學到隆也班級的學生，鳴ヶ崎神社的巫女。
円谷ミサト（聲優：若林直美）
身高：149cm，三圍：B76/W52/H82，生日：5月1日
隆也的學妹，移植版的新角色。

### 其他角色
天原静音（聲優：香澄りょう）
みやび的母親，司的主管和再婚對象。
上杉司（聲優：越田直樹）
隆也和朱乃的父親。
伊達行人（聲優：風見トーリ）
隆也的同學和親友。

## 主題曲
原作片頭曲「Knowing」
作曲、編曲：Meis Clauson，作詞、主唱：真里歌
移植版片頭曲「merging point」
作曲、編曲：Meis Clauson，作詞、主唱：真里歌
插入曲
作曲、編曲：maru，作詞：Lira，主唱：kaoru
天原みやび片尾曲
作曲、編曲：Meis Clauson，作詞、主唱：真里歌
都宮なづき片尾曲
作詞：芦屋もこ，作曲、編曲：maru，主唱：kaoru
上杉朱乃片尾曲「innocent」
作詞：芦屋もこ，作曲、編曲：maru，主唱：kaoru
鳴ヶ崎カンナ片尾曲
作曲、編曲：maru，作詞、主唱：kaoru
円谷ミサト片尾曲
作曲、編曲：maru，作詞、主唱：Lira

## 評價
《Fami通》1306號的クロスレビュー，對《我的女友表裡不一 ～Pure Sweet Heart～》給予27/40評分。

## 外部連結
- PC版官方網站 （页面存档备份，存于） Aries（日語）
- PSP版官方網站Alchemist（日語）
- iOS/Android版官方網站 （页面存档备份，存于） 萌えAPP（日語）